# Phthiracarus dubinini
Phthiracarus dubinini är en kvalsterart som beskrevs av Zicman Feider och Suciu 1958. Phthiracarus dubinini ingår i släktet Phthiracarus och familjen Phthiracaridae. Inga underarter finns listade i Catalogue of Life.